# 1963年全米選手権 (テニス)
1963年 全米選手権（1963ねんぜんべいせんしゅけん）に関する記事。

## 大会の流れ
- 1881年から1967年まで、全米選手権は各部門が個別の名称を持ち、大会会場も別々のテニスクラブで開かれた。これが他の3つのテニス4大大会と大きく異なる点である。
  - 男子シングルス　名称：全米シングルス選手権（U.S. National Singles Championship）／会場：ニューヨーク市クイーンズ区フォレストヒルズ、ウエストサイド・テニスクラブ　（1924年-1977年）
  - 女子シングルス　名称：全米女子シングルス選手権（U.S. Women's National Singles Championship）／会場：フォレストヒルズ、ウエストサイド・テニスクラブ　（1921年-1977年）
  - 男子ダブルス　名称：全米ダブルス選手権（U.S. National Doubles Championship）／会場：マサチューセッツ州ボストン市、ロングウッド・クリケット・クラブ　（1946年-1967年まで）
  - 女子ダブルス　名称：全米女子ダブルス選手権（U.S. Women's National Doubles Championship）／会場：ボストン、ロングウッド・クリケット・クラブ　（1946年-1967年まで）
  - 混合ダブルス　名称：全米混合ダブルス選手権（U.S. Mixed Doubles Championship）／会場：フォレストヒルズ、ウエストサイド・テニスクラブ　（1942年-1977年）
- 1967年までは、男子ダブルス・女子ダブルスの2部門がボストンの「ロングウッド・クリケット・クラブ」で開かれ、他の3部門（男女シングルス・混合ダブルス）はフォレストヒルズで行われた。

## 他の特記事項
- この大会で、ケン・フレッチャー＆マーガレット・スミス組（ともにオーストラリア）が混合ダブルス初の「年間グランドスラム」を達成した。1963年度のフレッチャー＆スミス組の4大大会ダブルス成績は以下の通りである。
  - 全豪選手権決勝　 フレッド・ストール＆ レスリー・ターナー組　7-5, 5-7, 6-4
  - 全仏選手権決勝　フレッド・ストール＆レスリー・ターナー組　6-1, 6-2
  - ウィンブルドン選手権決勝　 ボブ・ヒューイット＆ ダーリーン・ハード組　11-9, 6-4
  - 全米選手権決勝　 エド・ルビノフ＆ ジュディ・テガート組　3-6, 8-6, 6-2

## シード選手

### 男子シングルス
1. チャック・マッキンリー　（ベスト4）
2. ロイ・エマーソン　（4回戦）
3. デニス・ラルストン　（ベスト8）
4. ラファエル・オスナ　（初優勝）
5. ケン・フレッチャー　（3回戦）
6. ボビー・ウィルソン　（ベスト8）
7. ユージン・スコット　（3回戦）
8. ハミルトン・リチャードソン　（3回戦）

### 女子シングルス
1. マーガレット・スミス　（準優勝）
2. ダーリーン・ハード　（ベスト8）
3. ビリー・ジーン・モフィット　（4回戦）
4. マリア・ブエノ　（優勝、4年ぶり2度目）
5. ナンシー・リッチー　（ベスト8）
6. アン・ヘイドン＝ジョーンズ　（ベスト4）
7. クリスティン・トルーマン　（ベスト8）
8. ロビン・エバーン　（3回戦）
9. ベラ・スコバ　（4回戦）
10. キャロル・コールドウェル　（4回戦）
11. ノルマ・ベイロン　（4回戦）
12. マーガレット・ハント　（4回戦）

## 大会経過

### 男子シングルス
準々決勝
- チャック・マッキンリー vs.  トーマス・コッホ　6-4, 4-6, 4-6, 8-6, 6-4
- ラファエル・オスナ vs.  マーティー・リーセン　3-6, 9-7, 6-3, 6-3
- ロナルド・バーンズ vs.  デニス・ラルストン　6-4, 7-5, 6-3
- フランク・フローリング vs.  ボビー・ウィルソン　6-8, 4-6, 6-3, 6-3, 9-7

準決勝
- ラファエル・オスナ vs.  チャック・マッキンリー　6-4, 6-4, 10-8
- フランク・フローリング vs.  ロナルド・バーンズ　6-3, 6-1, 6-4

### 女子シングルス
準々決勝
- マーガレット・スミス vs.  クリスティン・トルーマン　3-6, 6-2, 6-2
- ディードル・キャット vs.  ヨラ・ラミレス　不戦勝
- マリア・ブエノ vs.  ナンシー・リッチー　6-3, 6-2
- アン・ヘイドン＝ジョーンズ vs.  ダーリーン・ハード　6-4, 6-3

準決勝
- マーガレット・スミス vs.  ディードル・キャット　6-2, 6-0
- マリア・ブエノ vs.  アン・ヘイドン＝ジョーンズ　1-6, 6-2, 9-7

## 決勝戦の結果
- 男子シングルス： ラファエル・オスナ vs.  フランク・フローリング　7-5, 6-4, 6-2
- 女子シングルス： マリア・ブエノ vs.  マーガレット・スミス　7-5, 6-4
- 男子ダブルス： チャック・マッキンリー＆ デニス・ラルストン vs.  ラファエル・オスナ＆ アントニオ・パラフォックス　9-7, 4-6, 5-7, 6-3, 11-9
- 女子ダブルス： マーガレット・スミス＆ ロビン・エバーン vs.  ダーリーン・ハード＆ マリア・ブエノ　4-6, 10-8, 6-3
- 混合ダブルス： ケン・フレッチャー＆ マーガレット・スミス vs.  エド・ルビノフ＆ ジュディ・テガート　3-6, 8-6, 6-2